# Eugoa erkunun
Eugoa erkunun là một loài bướm đêm thuộc phân họ Arctiinae, họ Erebidae.